# بيريه

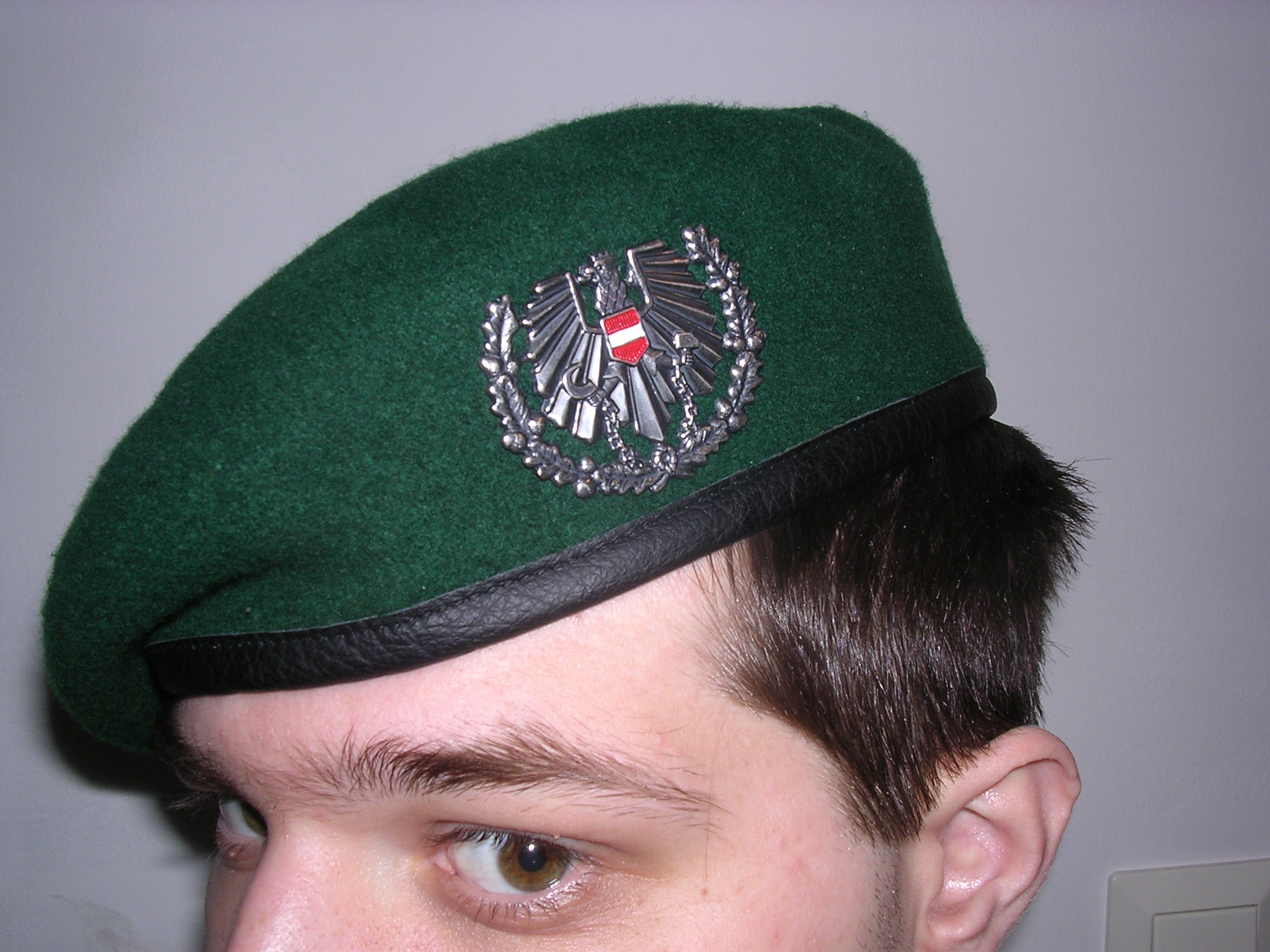
بيريه النمسا

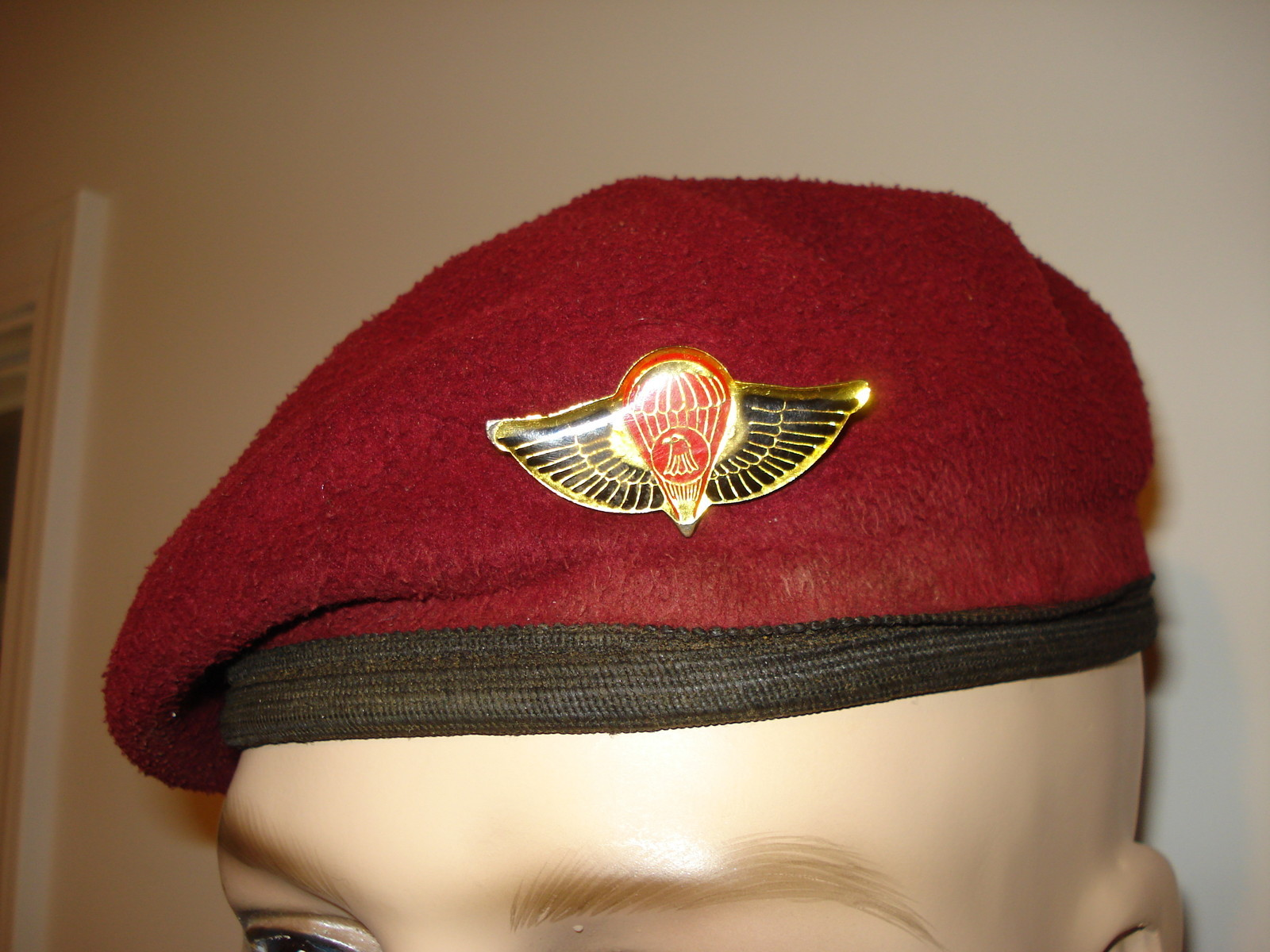
بيريه أفراد الجيش العراقي

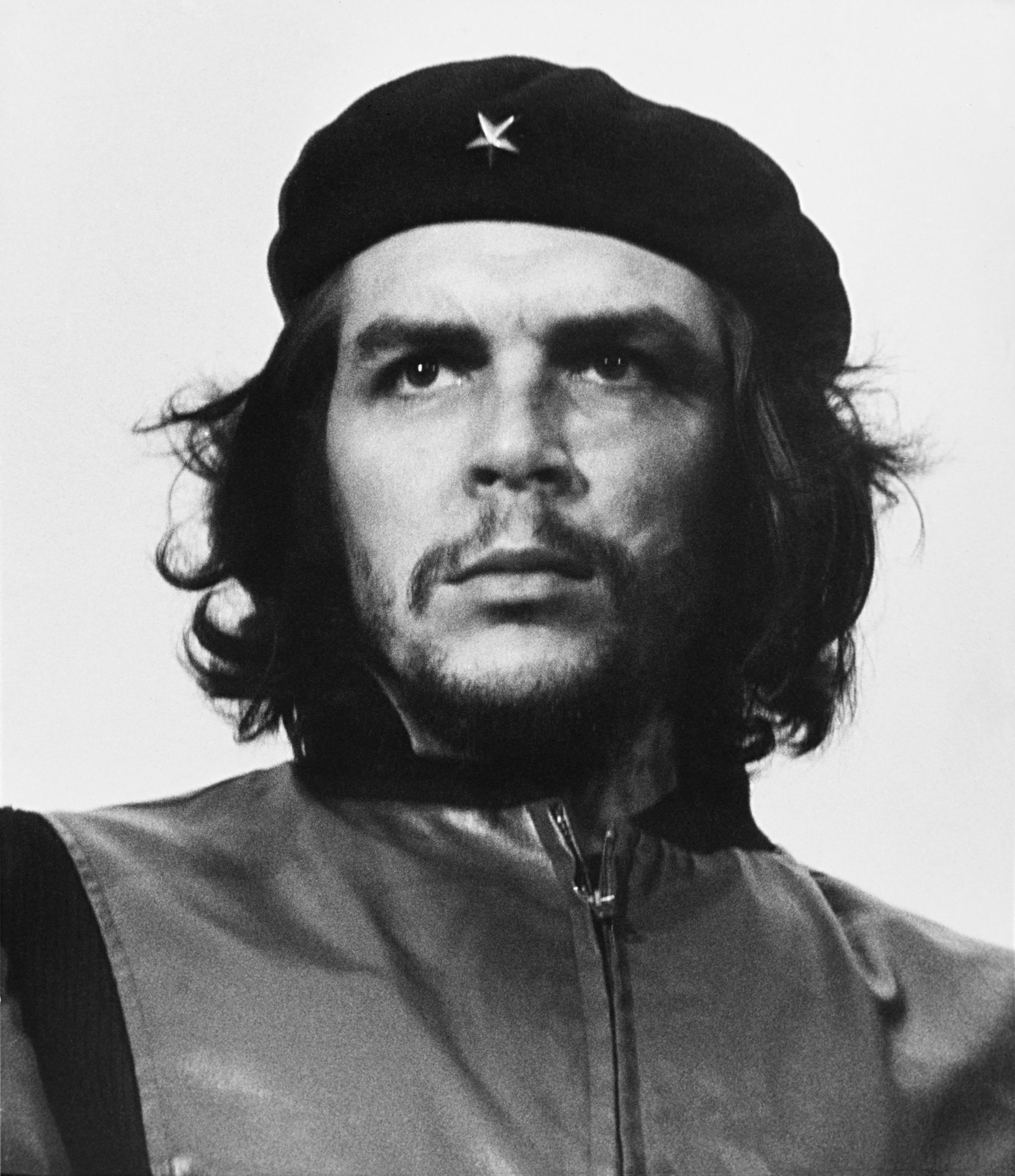
تشي جيفارا مرتديا بيريه أسود

البيريه أو البُرنِيطَة أو البِرِّيطة (بالفرنسية: Beret)‏ أو الكُمَّة أو اللاطية هي قبعة مستديرة لينة ذات قمة مسطحة تصنع عادة من الصوف المحاك يدويا أو القطن الكروشيه، أو ألياف الاكريليك.
للبيريه تاريخ قديم في أوروبا. بدأ إنتاجه بكميات كبيرة في فرنسا وإسبانيا في القرن 19. يتم ارتداء البيريه كجزء من الزي العسكري للعديد من وحدات الشرطة في جميع أنحاء العالم، بالإضافة إلى بعض المنظمات الأخرى.